# آرای‌اف-اویا
آرای‌اف-اویا (به انگلیسی: RAF-Avia) یک شرکت هواپیمایی است که در تاریخ ۱۹۹۰ میلادی تأسیس شده است. دفتر مرکزی آرای‌اف-اویا در ریگا، لتونی واقع شده‌است و قطب این شرکت هواپیمایی در فرودگاه بین‌المللی ریگا قرار دارد.

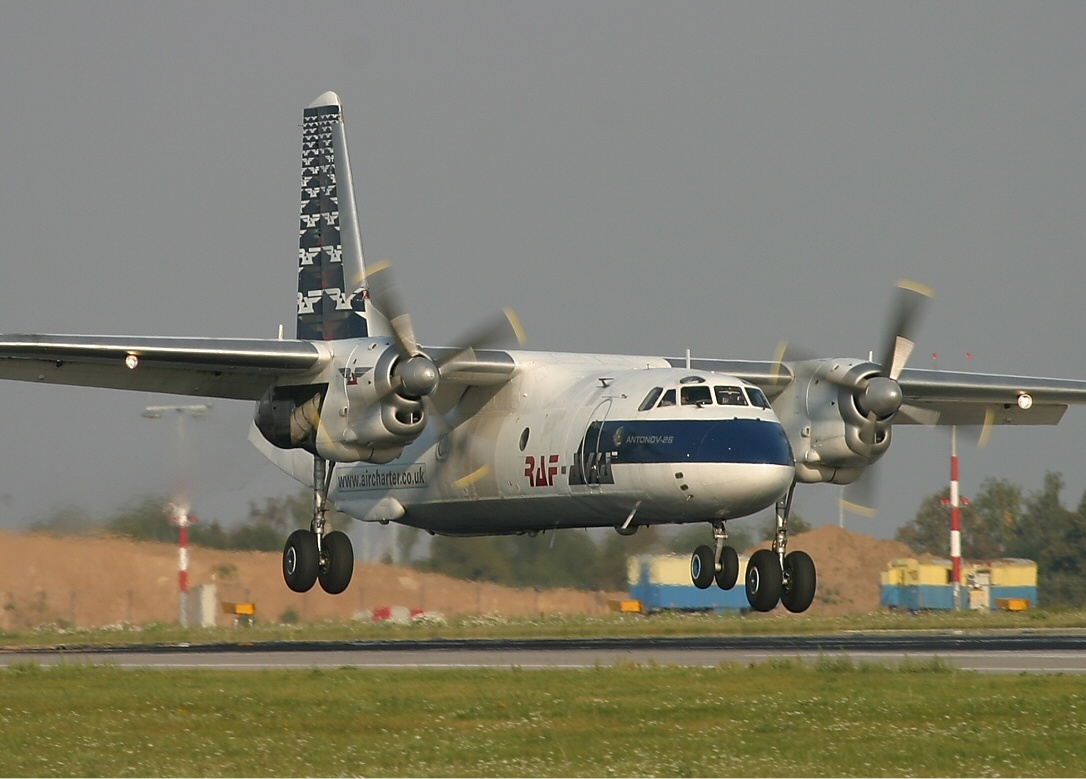